# Kamsdorf
Kamsdorf is een plaats en voormalige gemeente in de Duitse deelstaat Thüringen, en maakt deel uit van de Landkreis Saalfeld-Rudolstadt.
Kamsdorf telt  inwoners.
Kamsdorf werd op 6 juli 2018 opgenomen in de gemeente Unterwellenborn.